# 絶園のテンペスト
『絶園のテンペスト』（ぜつえんのテンペスト）は、原作：城平京・構成：左有秀・作画：彩崎廉による漫画作品。『月刊少年ガンガン』（スクウェア・エニックス）にて2009年8月号から2013年4月号まで本編を連載し、2013年5月号から11月号まで特別編が連載された。ジャンルはファンタジーだが、推理物の要素もある。
2012年10月から2013年3月までテレビアニメが放送され、原作漫画と同時期に完結した。

## あらすじ

### プロローグ
はじまりの樹に文明の利器を供物とすることで魔法を使う一族の長でもある魔法使いの姫君・鎖部 葉風は、はじまりの樹に対する意見の対立から姫を補佐すべき鎖部左門によって、魔法を使えない『絶海の孤島』に放逐された。数か月後、姫の遺体は白骨化した状態で左門らにより回収され、左門ははじまりの樹の復活を阻止すべく、一族を挙げての活動を開始する。
やがて不破 真広は、ある日義妹不破 愛花が強盗に殺されるが、警察も犯人への情報を全く得られていない。そこに、生前に葉風の流したボトルメールに入った魔具（人形）を拾った真広は妹を殺害した犯人探索を魔法により行うため、葉風と魔具による通信の契約を交わして失踪する。

### 葉風の復活
愛花の秘密の恋人であり、真広の悪友である滝川 吉野は愛花の墓前で謎の美女・エヴァンジェリン山本に襲撃されたところを真広に救われるが、この時左門率いる鎖部一族の絶園の果実の収集によりその地域のほとんどの人は黒鉄病になり金属化してしまう。
左門の活動を阻止したい葉風と、愛花殺害犯が鎖部一族の誰かと判った真広は吉野と共に、左門と直接対決に及ぶ。そこで葉風は過去にいてすでに死亡していることを確認し、葉風は現在では既に何もできない事に絶望し、真広は左門の協力を得ることで愛花殺害犯を突き止めようとする。吉野はまだ（過去において）生きている葉風を見捨てたくない思いから真広を銃で脅し、最終的に勝利し葉風を蘇らすが、はじまりの樹は用済みになった吉野・真広の両名を襲いかかり重傷を負わす。

### はじまりの樹の討伐
世界中ではじまりの樹が部分的に復活し、兵器、戦争地域などを中心に全人口の1/3がはじまりの木に飲まれたが、世界はひとまず平和になった。吉野の活躍で部分的に甦った始まりの木に、不審を思った葉風は吉野と共に各地の始まりの木を調べるが、葉風は吉野に恋心を抱いている事を自覚する。政府や軍を動かして左門の企みの阻止に動いていた早河 巧やその相棒の山本ははじまりの樹の部分復活後は左門らと協力・協議の上、吉野こそはじまりの樹の敵対者であり最大の敵絶園の魔法使い = 愛花殺害犯である疑いを持ち、その場合殺害する事を考え真広を魔法による昏睡から覚ます。
愛花殺害犯がいまだ不明の真広も、葉風の復活は吉野がいなくても時間の問題であったこと、はじまりの樹を倒すためには葉風の協力(=葉風を支配)が必要なことなどから、吉野=絶園の魔法使い説に一理あることを認め、その場合の吉野殺害も是とする。そんな中、絶園の魔法使いを名乗る、気力・胆力その他諸々平均未満のフリーター青年羽村 めぐむが葉風と吉野の前に現れる。
はじまりの樹、絶園の樹どちらが勝っても人類にとってまずい事が起こる可能性がある中、これまでの主要人物たちは誰かが悪意を持っている事を疑いつつも、良き道を探してある時は勝手にある時は協力して、思考実験と世界に影響を及ぼす行動を起こして行く。

## 登場人物

### 主要人物
滝川 吉野（たきがわ よしの）
声 - 内山昂輝、桑島法子（小学生時代）
本作の主人公。高校3年生。茶髪で、右側頭部にヘアピンを付けている。外見は作画担当の彩崎曰く「普通のイケメン」。
温和で心優しい性格だが、仲間内からは「性格が悪い」と酷評されている。良識的な部分もあるが、覚悟を決めた時は非情な手段を取ることも辞さない。
愛花から生前送られたメールを何度も繰り返し見ている。真広に愛花と交際していることを内密にする結果、当人達以外はこのことを知らされていない。
真広の魔法を利用した復讐劇に巻き込まれていき、愛花のことに躍起になっている彼を冷静に見守っている。時折「明日」が来ることはないと胸中で呟いている。
愛花の墓参りの際に山本からの待ち伏せにあい、襲われるも、真広の介入によりことなきを得る。真広にある程度の説明をされた上で護身用に魔具をもらい受け、魔法が使えるようになる。
真広と葉風には秘密裏に、山本と手を結び、魔具もいくつか分け与える。ハムレット的表現でいう「関節が外れてしまった世界」で、何かを探そうとしている。
絶園の樹復活の儀が行われた富士の樹海で、「愛花ちゃんの死を悲劇にしない」ため、葉風を救う選択をする。その結果、左門の陰謀は水泡に帰し、真広と別れ、葉風と行動を共にする。樹海での一件後、葉風に思いをよせられるも、本人に告白されるまでは気がつかなかった。彼の行為の結果からはじまりの樹に不利な状況をもたらしているため、周囲から絶園の魔法使いではないかと疑われることになる。
愛花曰く「順応力は高いが主体性がなく、イニシアティブはとらない」。それゆえ、他人を引っ張るのには不向きで一般的な女性から見れば「煮え切らない」タイプ。ゆえにあまり人付き合いもいい方ではないが、真広や愛花、葉風のような自己中心的で王族のような人間とは馬が合う。自立しながらも、心の拠り所を欲する女性に好まれる。
愛花との交際を隠していたため、周囲に悲しみを悟らせず泣くこともできなかったが、葉風の前で初めて涙を流す。合理性を求める真広とは逆に、非合理や奇跡であっても愛花が生き返ることを心の底から願いつつ、それが叶わない不合理な世界を嘆いていた。愛花とのデートには眼鏡を掛けている時がある。
アニメ版では、愛花ほどではないがトランプが強い。第4話では、真広との出会いの経緯が描かれ、その際に両親も登場している。
不破 真広（ふわ まひろ）
声 - 豊永利行、三瓶由布子（小学生時代）
本作のもう1人の主人公。愛花の義兄で、吉野の幼馴染。金髪で赤い目をした派手な外見の少年。
妹を殺した犯人に復讐するため、葉風と契約して魔法の力を得た少年。その内容は「手を貸す代わりに魔法で妹を殺した犯人を見つける」こと。本人にとっては犯人を見つけることが最大の目的であり世界を救うことは二の次。
義兄でありながら愛花を慕う心に、彼女の死後もなお確信出来ないままでいたが、その後愛花に恋していたことを自覚する。
自己中心的で狡猾、目的のためなら非情な面もあるが、正反対の吉野とはなぜか馬が合い、親友である。
何事にも合理性を求め愛花の死を納得のできない『不合理』とし、復讐を決意する。合理的であるならば知人や友人の死すら受け入れるが、吉野には絶対の信頼があり、無意識的に彼を守ろうとする意思が見られ、アニメ版では国防軍に捕らえられた吉野を助けるため（実際は早河との交渉に来ていた）に単身、軍の部隊に攻撃を仕掛けた。愛花への感情も不合理として受け入れられずにいたが、最終的に自覚する。
富士の樹海での一連の出来事の末、左門や山本達と行動を共にしている。羽村の特訓相手も引き受けている。
およそ努力とは無縁の人間であり、身体能力もかなり高く、高校にも首席で合格。教科書を一度読めば理解してしまう。さらに実家は地元でも有名な富豪であり、家事もそれなりに出来ると、女性にもてる要素は有り余る（愛花曰く「朝帰りは珍しくもない」）。しかしデリカシーに欠けるところがあり努力しなければならない人間の苦労が理解できない。アニメ版ではトランプに弱く2人に勝った例がない。冬の夜空の星を見るのが好きだが、夏の夜空は蚊に刺されるため苦手としている。両利き。
鎖部 葉風（くさりべ はかぜ）
声 - 沢城みゆき
本作のヒロイン。はじまりの樹の姫宮にして、鎖部一族歴代最強の魔法使いの姫君。実年齢は推定19歳。
桜色のロングヘアと力強い緋色の眼元が特徴的な美女。古風な男口調を用いる。スタイル抜群で、当初は腰布を巻いただけの半裸に近い状態だった。
高校卒業後、左門をはじめとする同族たちから邪魔者とみなされ、樽詰めにされて日本国内ではない無人島に島流しにされた。しかし、運に任せて島から流した瓶詰めのメッセージと通信魔法がかけられた木の人形を偶然真広が拾ったことで、2人は契約を交わす。自身が隠し持っていた魔具によって、真広に魔法を行使させる。
はじまりの樹の加護を受け、この世の理（ことわり）がすべて味方する。だが、島流しから2年が経過した頃の葉風は白骨死体となっている。無人島に漂着してから数か月が経過した頃の葉風は時間を越えた2年後の世界の真広と交信することになるが、その左門の仕掛けた「時間の檻」に気づかない。また、はじまりの樹と葉風の存在の方が、世界にとっては危険であるという見解もある。
富士の樹海で一度は左門の奸計にはまり、敗北したかのように見受けられたが、吉野によって状況は一転し、現在存在している自身の骨に肉体を転移させるという方法で無事に元の時勢への帰還を果たす。その後は吉野と共に、はじまりの樹による被害状況を確かめる旅に出る。
はじまりの樹の正当性を盲信して疑わなかったが、愛花の死への疑問から、はじまりの樹に対して疑念を抱くようになる。
吉野に救われたことから彼に恋心を抱くが、他人に指摘されるまで気づいていなかった。一度は吉野への恋を諦めるために告白するが、愛花を想い泣く吉野のためにはじまりの樹への宣戦布告を行う。吉野が愛花以外を見ることはないと理解しており、想いが報われずとも彼のためにできることがあるなら、自らの死すら受け入れる覚悟があるが、積極的にアプローチをかけることもある。
羽村のレベルアップとはじまりの樹や絶園の樹の関心を集めるため、「舞姫」として羽村へ攻撃をしかける。
鎖部の魔法に攻撃魔法は存在しないが、葉風ならわずかな供物から大きな力を引き出すことができ、シールドの一部を枝状に伸ばして遠く離れた相手を殴り飛ばすことも可能になる。他にもはじまりの樹の一部を自在に動かすなど、他の魔法使いでは足下にも及ばない程の実力を持つ（アニメ版の回想では、わずかな金属片で山を大きく抉っている）。
潤一郎には、幼少時に夜尿症を患っていたことを真広と吉野に暴露されてしまう。
不破 愛花（ふわ あいか）
声 - 花澤香菜
本作のもう一人のヒロイン。吉野の恋人で、真広の義妹。姫カットの髪型をした女子中学生。
葉風が流刑される1年前（実際には1年後）の11月23日夜10時、真広の留守中に事件に巻き込まれて死亡する。吉野と付き合っていることを悟られないよう、真広の前では吉野にあえて冷たく接していた。
真広の確信に至らない、気持ちを察するかのような言動も見受けられ、「自分とどうなりたいのか」を真広に直接問いつめたこともある。兄であるにもかかわらず、真広を呼ぶ際は、二人称、三人称ともに「真広」である。
会話ではハムレットとテンペストの引用をよく用いる。鎖部一族の中に彼女の死に関係している者が居ることが、葉風の魔法によって明らかになるが、その真偽も次第に揺らいでゆく。葉風にも好意的だが、吉野を追い詰めたり泣かしたりすると怒り出す。アニメ版ではトランプがやたらと強い。
実は絶園の魔法使いで、幼いころからその役目を理解し、時が来たら（次の世代の可能性も自覚）はじまりの樹を打倒することを第一としていた。その為、生き方は達観している。未来から来た葉風に、それまでの経緯を聞くと自分殺害犯が自分であると推理し実行に移す。吉野の為にそれ(自分殺害)を止めようとした葉風を吉野を泣かせたと怒り、魔法で一方的に圧勝し気絶させ、はじまりの樹を倒す流れの為に自殺する。そのため絶園の魔法使いの力が羽村に移る。また、真広が動きやすいように両親も自分の前に殺しておくという冷徹な面を持つ。しかし、真広と吉野のおかげで幸せな日々を過ごせたと感謝している。

### 主要人物の関係者
エヴァンジェリン 山本（エヴァンジェリン やまもと）
声 - 水樹奈々
友人の早河にボランティアとして協力する美女。左利き。真広や吉野を上回る程度には長身で、作中一の巨乳。「無職の28歳」を自称する。親しい人からはフロイライン山本（ドイツ語で未婚女性に付けられる敬称。英語の「Miss」にあたる）と呼ばれている。
魔法による異変の調査のため、真広の身辺を探る過程で吉野と出会う。当初は真広や吉野に敵意を抱き、殺しかねないほどの強硬手段で情報を吐かせようとしていたが、交戦の末に吉野と手を結ぶ。吉野から得た情報と魔具を元に絶園の樹復活の儀の場である樹海に国防軍を配置する（アニメ版ではこの時に早河をはじめとする軍関係者に吉野を引き合わせている）。拳銃や散弾銃の扱いに長け、夏村と一戦を交える際は槍や釵も使いこなしていた他、後日談によれば剣術の心得もある。アニメ版では吉野への接近を試みた際に催涙弾やサブマシンガンまで使用していた。魔法使い相手にやられるシーンが多いが、魔法を除いた単純な戦闘センスでは鎖部夏村をも圧倒する。
敵と見なした相手には冷酷かつ暴力的な一面を見せるものの、基本的には明朗快活な上に冗談をちょくちょく挟む等諧謔的で、自分に殺されかけた上に返り討ちにして銃口を向けた吉野に対しても「復讐に関わるのはやめた方がいいわ」と進言するなど度量も広い。
事件終息後はとある男性と結婚し、「樹」崩壊後の混迷を処理するべく世界中を奔走させられているとのこと。
基本的には政府の陣営にいるものの、ある程度自由に行動できることから本作のいくつもの陣営を繋ぎ合わせる接着剤としての役を担っており、8.5巻では原作者の城平が「本作における中心人物」に位置付けていることを証している。
原作漫画では非常に童顔に描かれているものの、アニメ版ではチョーカーが追加され、顔つきもチークやリップが描かれるなどややアダルトなデザインになっている。
早河 巧（はやかわ たくみ）
声 - 浅沼晋太郎
祖父の遺言で、エヴァンジェリン山本を託された役人。30代前半。彼女は早河にとっての長靴をはいた猫である。政府に所属する黒鉄病対策本部長補佐で、エヴァンジェリン山本の古い友人。祖父が鎖部一族の長と友人だった。国や社会構造を守るため魔法使いに戦争を仕掛けたが、夏村をはじめとする鎖部一族の妨害と「樹」の覚醒により大損害を出して閑職に送られ、以降は鎖部一族と協力して『絶園の魔法使い』捜査と「樹」への対処に奔走する。山本曰く、「思考回路は左門と似ている」とのことで、事件収束後は左門夫婦の家をよく訪ねている。
一連の事件終息後は無事に要職に復帰し、山本や鎖部一族と共に後始末を行っている。
羽村 めぐむ（はねむら めぐむ）
声 - 梶裕貴
工事現場で働くフリーターの青年。頼りなさと将来性のなさを理由に、付き合っていた恋人（ゆっちゃん）にふられて嘆いていた。気弱な性格だが、真広をシスコン（左門さえ言えなかったこと）と言う度胸(真広の暴力は慣れていたが本当の怖さがわかっていないだけ)や吉野の恋人が愛花だと見抜く感の鋭さ(他が考えようとしなかっただけ)の一面を持っている。また本気で怒ると相手を殴り飛ばす（この時、吉野は骨折で吐血してしまい葉風に回復魔法を受けている）こともある。
絶園の樹が作った丸鋸状の魔法と同じ物を掌から作り出すことが可能で、自らを絶園の魔法使いだと認識している。約一年前に力に目覚めた。吉野や真広とは違い、真っ当な倫理観を持っており、気弱でヘタレな性格もあり、力の悪用など考えない常識人である。
真広が愛花を殺害した殺人犯を追う中で犯人が鎖部一族内にいると思われていたが、哲馬の調査結果と葉風の推理により絶園の魔法使いである彼が容疑者として一度は浮上したがアリバイと性格的な問題からすぐに除外されている。山本と夏村により「樹」に対抗しうる人材としてスカウトされ、潤一郎に体術を教え込まれる（最終的に、何回か一本を取れるまでに上達した）。
正体は愛花が不慮の死を迎えたことで、不完全なまま目覚めたバックアップの魔法使いであることが物語の終盤で明かされる。はじまりの樹との最後の決戦では絶園の剣を召喚しはじまりの樹を滅するという大役を任せられている。
絶園の樹の消滅後に彼女とよりをもどしており、就職もしたようである。
なお、原作者の左は8.5巻にて羽村は連載中に思いつかれたキャラであると語っており、名前に「村」の字が付くキャラを3人も出してしまったことに後で頭を抱えたらしい。

### 鎖部一族
鎖部 左門（くさりべ さもん）
声 - 小山力也
鎖部一族の長で、魔法使い。常に日本刀を携えており、儀式の際には白い軍服を着用している。赤い長髪を棚引かせた長身の美男子だが、葉風が小学生の頃から既に鎖部一族の幹部であり、葉風からは「その年で白髪の一本もなく」と言われていることから考えても、恐らく早河より年上。はじまりの樹の力の代償として捧げる供物「高度の文明の産物」が、世界の文明を食いつくしてリセットになる危険があると判断し、世界を救う手段として絶園の樹を蘇らせるため、葉風を無人島に閉じ込めた。
葉風亡き現在は儀式を執り行い、一族を実質的に指揮している。台詞中やことあるごとに堅実と称されるなど、自他ともに認める超堅実家であり、世界を救うためにはどんな犠牲も厭わない非情な一面を持つ反面、葉風をめぐる諍いの中で吉野の言動に振り回されて狼狽するなど、堅実ゆえの脆さや弱さも持ち合わせている。
少年ガンガン本誌の2012年1月号から募集が始まった企画「絶園FAN ROOM」では、ネタキャラとして扱われている（例として「“堅実”と書いて“テンパる”と読むのが私のスタンダードだ!!」等）。また、テレビアニメ版でもそれらの扱いは散見されている。
事件収束後はある人物と結婚し、数年後には町内会会長を任されるらしい。
鎖部 哲馬（くさりべ てつま）
声 - 吉野裕行
鎖部一族の魔法使い。絶園の樹を守る結界部隊の指揮を執る、銀髪を短く刈り込んだ男。頭が切れるが小賢しい男で、顔の右側に矢印のマークが入っている。鎖を武器とする自身の直属部隊を連れており、アニメでは戦闘描写も描かれ、結界部隊を率いて水族館で真広を強襲した。富士以降は早河の運転手なども務める。
9.5巻によれば「20代後半」とのことだが、アニメでは夏村と同世代に設定変更されている。
鎖部 夏村（くさりべ なつむら）
声 - 諏訪部順一
鎖部一族の魔法使い。長い黒髪をひっつめた長身の男性で、20代前半。常にトレンチコートを着用している。果実の調査のために左門から派遣され、哲馬の命令も忠実に遂行する。絶園の樹復活の儀の際には山本や潤一郎と対決し、魔法使いとしてのレベルは低いが一族の中で最も秀でた武を持つと言われ、葉風の復活を阻止するために真広と吉野の前に立ちはだかる。十文字槍を得物とするほか、致命傷以外の傷なら治癒できる回復魔法の使い手でもある。
富士山では軍の攻撃部隊を片端から「はじまりの樹」の供物に捧げることで誰一人傷つけることなく圧倒し、時間稼ぎに現れた山本相手にも勝利をおさめ（原作漫画では終始圧倒され、奇策でなんとか逆転勝ちを収めたが、アニメでは戦闘シーンが大幅にカットされ手傷を負うことなく倒している）たが、潤一郎の妨害により、葉風の復活を許してしまう結果となった。
最終決戦時には上記の山本、潤一郎と共に一行の最高戦力（魔法無しの「素」の実力）とされ、調査団の制圧に向かった。
星村 潤一郎（ほしむら じゅんいちろう）
声 - 野島裕史
先代鎖部家当主・鎖部麻耶に育てられた金髪の少年。女性と見まがうほどの童顔であるが、実は留年続きの大学生。戸籍こそ鎖部一族にあるが、鎖部の血は流れておらず、魔法使いではない。そのため（他の要因もあるようだが）に鎖部家では中立的な立場に位置し、ある種の影響力を持っている。葉風曰く「妙に勘がよく、嘘をついたり、裏切ったりしない」人物であり、左門からも一目置かれている。
葉風の指示で預けていたとっておきの魔具を受け取りに現れた吉野に、葉風の遺影とともに彼女の死を知らせる。
麻耶に仕込まれた柔術を体得しており、夏村が相手でも魔法を発動させる間も与えずに打ち倒せる。左門曰く「達人」。また、神出鬼没なところもあり、一見すると柔和で冷静な人物であるがどことなく掴みどころがない。
一族で孤立しがちな葉風にとって兄のように親しく接していたこともあり、「あの人だけは絶対に裏切らぬ」と絶大な信頼を寄せられている。そのため、吉野からは葉風の初恋のような人と思われている（とはいえ、学生時代は10歳にもならない葉風の前で平然とエロ本を読んだりしており、今の葉風からは「幻滅した」などと言われている）。
冷静で前述の通り勘が鋭いが、女性好きな一面もあり、アニメ版では海外旅行に際してエロ本をギッシリ鞄に詰め込んで持ち込んだり、山本の水着姿にノックアウトされるなど強調されている。富士以降はめぐむの特訓に付き合っている。また、ぬれせんべいが好きで頻繁に食べており、アニメージュ2013年2月号によればグルメらしい。

### その他の人物
佐奈（さな）
声 - 折笠富美子
鎖部村に住む大人しい少女で、葉風に懐いている。花が好きらしく、数年前に兄を病で亡くなっている。
ヒロユキ、ミキ
声 - 合田絵利（ヒロユキ）、宮本佳那子（ミキ）
鎖部村に住む子供二人。ヒロユキはやんちゃな少年で、ミキは明るい少女。
村下（むらした）、裏村下（うちむらした）
声 - 佐々木睦（村下）、各務立基（裏村下）
鎖部村に住む中年の男性二人。村下は葉風に使える村のリーダー的な存在で、眼鏡をかけている。裏村下は頭に青い頭巾を被っている。
小笠原 尚（こがさわら なお）
日本再生会の会長。はじまりの樹の賛同派。はじまりの樹によって平和になったと、国民に訴える。
芝 千春（しば ちはる）
弁護士。絶園の魔法使いの賛同派。絶園の魔法使いが救世主であると、国民に訴えた。
北千里 桜子（きたせんり さくらこ）
羽村の彼女。羽村には「肌が雪のように白い」という理由から「ゆっちゃん」と呼ばれており、彼を「メグ」と呼ぶ。一度は羽村と「将来性が無く、頼りない」と言って別れ、着信拒否をした上で引っ越しもした。しかし、樹の消滅後には復縁した上、単行本第9巻では黒髪のショートカットで身長は羽村より高いという容姿も明らかになった。
10巻によれば「樹」による災厄で発狂した女性に殺されそうになるが、（本人のあずかり知らぬところで）羽村が「樹」を消し去ったことで命を救われたことが明かされた。
林 美森（はやし みもり）
樹の消滅後に真広が交際を始めた少女。吉野が魔法の存在を知る前、黒鉄病が起こった町で真広が15歳の少女（美森）を助けていたことが第1話で山本の口から語られている。キャラクターとしての初登場は最終話だが、特別編その1「新しい彼女の話」にて、真広との出会いが描かれている。

## 用語
はじまりの樹
葉風ら鎖部一族が神のごとく崇める大樹で、「創造」の力を司り世界を生み出した。
世界を創造する中途において絶園の樹と争い深く傷ついたことから眠りに就いたが、今も世界の条理を支配しており、魔法使いたちに「魔法」の力を貸し与えている。
はじまりの樹の力の代償として捧げる供物「高度の文明の産物」が必要条件とされているが、左門は世界の文明が食いつくされリセットになる危険があると判断している。
絶園の樹（ぜつえんのき）
はじまりの樹と対をなす大樹で「破壊」の力を司る。
世界が創造される中途においてはじまりの樹と争い、敗れたことから、その体は「果実」と言う形に分割され、封印されている。
果実（かじつ）
世界各地に散らばるという巨大な果実。外見は眼球の付いた菠蘿のようなもの。
すべての果実がひとところに集結すれば、絶園の樹は蘇るという。
黒鉄病（くろがねびょう）
絶園の樹復活の前兆として全世界で流行った奇病。感染者は全身が金属化し死亡する。
発生に伴い法則を無視するかのように無数の蝶が舞うことからわかる通り「魔法」に由来する現象であり、魔具を持てば一般人でも金属化を防ぐことができる。
当初は絶園の樹に由来する現象と思われていたが、実際ははじまりの樹が仕組んだ「果実」を集結させないための布石である。

魔法（まほう）
はじまりの樹が供物と引き換えに与える奇跡。
身体強化や結界、超音速駆動と言った、常識では測れない現象を引き起こすが、はじまりの樹の特性上、直接破壊につながる魔法は存在しない。
捧げられる供物が、より複雑で高度な人工物、文明の産物であればあるほど、授かる効果は高い。
樹に捧げられた物品は瞬時に塵と化し消滅することから、近代以降の鎖部一族にある危惧を抱かせることになる。
対となる絶園の樹が復活すれば、破壊の魔法を行使することもできるらしい。
魔具（まぐ）
魔法の力を封じた道具。何ら知識の無い一般人でも魔法を行使できるが、使用回数は限られる。他人を殺害した場合には、生来の魔法使いでも魔具使用者でも関係なく、半年ほど一切の魔法が使用できなくなる（左門が葉風を直接殺害しなかったのはそのためでもある）。
真広らは葉風が緊急に備えて蓄えておいたものを利用し、魔法使い相手に互角の勝負を演じた。

## 書誌情報
- 原作：城平京・構成：左有秀・作画：彩崎廉『絶園のテンペスト』 スクウェア・エニックス〈ガンガンコミックス〉、全10巻
  1. 2010年2月22日初版（同日発売[3]）、ISBN 978-4-7575-2795-9
  2. 2010年7月22日初版（同日発売[3]）、ISBN 978-4-7575-2935-9
  3. 2010年12月22日初版（同日発売[3]）、ISBN 978-4-7575-3087-4
  4. 2011年8月22日初版（同日発売[3]）、ISBN 978-4-7575-3253-3
  5. 2011年11月22日初版（同日発売[3]）、ISBN 978-4-7575-3409-4
  6. 2012年5月12日初版（同日発売[3]）、ISBN 978-4-7575-3589-3
  7. 2012年9月22日初版（同日発売[3]）、ISBN 978-4-7575-3724-8
  8. 2013年1月22日初版（同日発売[3]）、ISBN 978-4-7575-3852-8
  9. 2013年5月22日初版（同日発売[3]）、ISBN 978-4-7575-3961-7
  10. 2013年11月22日初版（同日発売[4]）、ISBN 978-4-7575-4127-6

関連書籍
- 『絶園のテンペスト 8.5 Collaboration Guide Book』 スクウェア・エニックス〈ガンガンコミックス〉、2013年1月22日初版発行（同日発売[3]）、ISBN 978-4-7575-3853-5
- 『絶園のテンペスト 9.5 原作完全ガイド&カラーイラストブック』 スクウェア・エニックス〈ガンガンコミックス〉、2013年11月22日初版発行（同日発売[5]）、ISBN 978-4-7575-4115-3
- 『TV ANIMATION 絶園のテンペスト Visual works』 スクウェア・エニックス、2013年11月22日初版発行（同日発売[6]）、ISBN 978-4-7575-4128-3

## テレビアニメ
| 原作                 | 城平京、左有秀、彩崎廉 （月刊「少年ガンガン」 スクウェア・エニックス刊）   |
| 企画                 | 夏目公一朗、田口浩司、南雅彦 竹田青滋、遠藤正樹、太布尚弘 宮内康行、柳村努 |
| 監督                 | 安藤真裕                                                                   |
| シリーズ構成         | 岡田麿里                                                                   |
| キャラクターデザイン | 斎藤恒徳                                                                   |
| メカニックデザイン   | 鈴木雅久                                                                   |
| 総作画監督           | 大城勝、菅野宏紀                                                           |
| 美術監督             | 岡田有章、佐藤歩                                                           |
| 色彩設計             | 中山しほ子                                                                 |
| 撮影監督             | 神林剛                                                                     |
| 編集                 | 高橋歩                                                                     |
| 音響監督             | 若林和弘                                                                   |
| 音楽                 | 大島ミチル                                                                 |
| チーフプロデューサー | 清水博之、倉重宣之、南雅彦、 丸山博雄、遠藤哲哉、因真一郎 川邊健太郎       |
| プロデューサー       | 斎藤俊輔、木村康貴、米内則智 前田俊博、古川慎、坂本耕作 相島豪太           |
| アニメーション制作   | ボンズ                                                                     |
| 製作                 | 「絶園のテンペスト」製作委員会 MBS                                         |

2012年10月から2013年3月まで、MBS・TBSほかにて放送された。
スタッフにはアニメーション制作を担当するボンズをはじめ、『鋼の錬金術師』（2003年版）や『鋼の錬金術師 FULLMETAL ALCHEMIST』（2009年版）、『ソウルイーター』などにメインスタッフとして関わっていた面々が多数参加している。また、監督の安藤真裕にとっては本作がボンズのテレビアニメでは初監督作品、キャラクターデザインの斎藤恒徳にとっては本作がテレビアニメの初キャラクターデザイン作品となる。
本放送当時のMBS製作作品としては珍しく、キッズステーションが製作委員会に参加している。
本編の最終話までがアニメ化されており、基本的には原作に沿っているが、原作に存在した台詞やシーンを一部削除する一方、原作に存在しない設定やシーンを加えるなどの改変も盛り込まれており、その結果、尺のほとんどがアニメオリジナルの展開で構成されている話も存在する。
テレビアニメ化は2012年5月12日に『月刊少年ガンガン』2012年6月号で発表され、放送開始前の同年9月15日には新宿ミラノ1で第1話完成披露試写会が行われたほか、放送開始後の同年11月5日まで、テレビアニメ化を記念してイースター島へ1組2名を招待する「絶園のイースター島」キャンペーンが行われた。

### 主題歌
深夜アニメでは珍しくオープニング、エンディングともに歌詞字幕が表示される。
オープニングテーマ
「Spirit Inspiration」（第2話 - 第12話）
作詞・作曲・編曲・歌 - Nothing's Carved In Stone
第1話ではエンディングテーマとして使用。
「大好きなのに」（第14話 - 第23話）
作詞 - 田中花乃 / 作曲 - 谷口尚久 / 編曲 - CHOKKAKU / 歌 - Kylee
第24話では未使用。
エンディングテーマ
「happy endings」（第2話 - 第11話）
作詞 - meg rock / 作曲・編曲 - 神前暁 (MONACA) / 歌 - 花澤香菜
第1話、第12話では未使用。
「僕たちの歌」（第13話 - 第24話）
作詞 - Tomohisa Sako、Tomoyuki Ogawa / 作曲 - Tomoyuki Ogawa / 編曲 - Saku / 歌 - 佐香智久

### 各話リスト
| 話数       | サブタイトル                             | 脚本     | 絵コンテ   | 演出              | 作画監督                                  | 放送日         |
| ---------- | ---------------------------------------- | -------- | ---------- | ----------------- | ----------------------------------------- | -------------- |
| 第一幕     | 魔法使いは、樽の中                       | 岡田麿里 | 安藤真裕   | 安斎剛文          | 佐古宗一郎                                | 2012年 10月4日 |
| 第二幕     | 彼女はとてもきれいだった、と少年は言った | 岡田麿里 | 大橋誉志光 | 浅井義之          | 新井伸浩                                  | 10月11日       |
| 第三幕     | できないことは、魔法にもある             | 山口宏   | 安藤真裕   | 高橋健司          | 諏訪真弘、塚本知代美                      | 10月18日       |
| 第四幕     | 罰あたり、ふたり                         | 岡田麿里 | 安藤真裕   | あべたつや        | 岡崎洋美、長田絵里                        | 10月25日       |
| 第五幕     | 全てのことには、わけがある               | 大西信介 | 石平信司   | 宮下新平          | 鈴木彩史                                  | 11月1日        |
| 第六幕     | 矛盾する、頭蓋                           | 大西信介 | 浅井義之   | 伊藤秀樹          | 伊藤秀樹                                  | 11月8日        |
| 第七幕     | ファースト・キス                         | 岡田麿里 | 山本秀世   | 浅井義之          | 佐古宗一郎                                | 11月15日       |
| 第八幕     | 魔女を断つ、時間                         | 小柳啓伍 | 石平信司   | 綿田慎也          | 新井伸浩、塚本知代美                      | 11月22日       |
| 第九幕     | 彼氏                                     | 山口宏   | 安斎剛文   | 安斎剛文          | 諏訪真弘、服部聰志                        | 11月29日       |
| 第十幕     | タイムマシンのつくり方                   | 小柳啓伍 | 寺岡巌     | 間島崇寛          | 高橋敦子、日下岳史                        | 12月6日        |
| 第十一幕   | 時の娘                                   | 大西信介 | 伊藤秀樹   | 伊藤秀樹          | 伊藤秀樹                                  | 12月13日       |
| 第十二幕   | しばし天の祝福より遠ざかり……             | 山口宏   | 山本秀世   | 宮下新平          | 鈴木彩史、服部聰志 日下部智津子           | 12月20日       |
| 第十三幕   | 夢の理                                   | 小柳啓伍 | 安藤真裕   | 塚田拓郎          | 佐古宗一郎                                | 2013年 1月10日 |
| 第十四幕   | あけましておめでとう                     | 大西信介 | 三條なみみ | 佐藤育郎          | 新井伸浩、塚本知代美 諏訪真弘             | 1月17日        |
| 第十五幕   | 何やら企んでいるようであり               | 山口宏   | 石平信司   | 間島崇寛          | 日下岳史、長田絵里 羽田浩二、崔ふみひで   | 1月24日        |
| 第十六幕   | 徘徊する亡霊                             | 大西信介 | 浅井義之   | 浅井義之          | 出雲誉明、村井孝司 佐古宗一郎、塚本知代美 | 1月31日        |
| 第十七幕   | マリンスノー                             | 岡田麿里 | 長崎健司   | 清水久敏          | 可児里未、堀川耕一                        | 2月7日         |
| 第十八幕   | 舞姫                                     | 岡田麿里 | 山本秀世   | 宮下新平          | 服部聰志、諏訪真弘                        | 2月14日        |
| 第十九幕   | 願ったものは                             | 小柳啓伍 | 石平信司   | 園田雅裕          | 松本文男                                  | 2月21日        |
| 第二十幕   | フーダニット（誰がやったか）             | 山口宏   | 三條なみみ | 三浦陽            | 鈴木彩史、永作友克                        | 2月28日        |
| 第二十一幕 | ファム・ファタール（運命の女）           | 山口宏   | 増井壮一   | 浅井義之          | 佐古宗一郎、新井伸浩                      | 3月7日         |
| 第二十二幕 | 不破愛花                                 | 大西信介 | 山本秀世   | 宮下新平          | 可児里未、塚本知代美                      | 3月14日        |
| 第二十三幕 | はじまりの戦い                           | 岡田麿里 | 寺岡巌     | 佐藤育郎          | 大貫健一、堀川耕一                        | 3月21日        |
| 第二十四幕 | それぞれの物語                           | 岡田麿里 | 安藤真裕   | 塚田拓郎 安藤真裕 | 諏訪真弘、服部聰志 佐古宗一郎、新井伸浩   | 3月28日        |

### 放送局
毎日放送・TBSテレビは『アニメイズム』B2。
| 放送地域   | 放送局             | 放送期間                       | 放送日時                     | 放送系列       | 備考                                           |
| ---------- | ------------------ | ------------------------------ | ---------------------------- | -------------- | ---------------------------------------------- |
| 近畿広域圏 | 毎日放送           | 2012年10月5日 - 2013年3月29日  | 金曜 2:00 - 2:30（木曜深夜） | TBS系列        | 製作局 字幕放送                                |
| 関東広域圏 | TBSテレビ          | 2012年10月6日 - 2013年3月30日  | 土曜 2:25 - 2:55（金曜深夜） | TBS系列        | 字幕放送                                       |
| 中京広域圏 | 中部日本放送       | 2012年10月11日 - 2013年4月4日  | 木曜 2:00 - 2:30（水曜深夜） | TBS系列        |                                                |
| 日本全域   | BS-TBS             | 2012年10月14日 - 2013年4月7日  | 日曜 0:30 - 1:00（土曜深夜） | TBS系列 BS放送 |                                                |
| 日本全域   | キッズステーション | 2012年10月20日 - 2013年4月13日 | 土曜 0:00 - 0:30（金曜深夜） | CS放送         | 製作委員会参加 『エリア23』枠 リピート放送あり |
| 日本全域   | GYAO!              | 2012年10月22日 - 2013年4月15日 | 月曜 0:00 更新（日曜深夜）   | ネット配信     |                                                |

### BD / DVD
| 巻 | 発売日         | 収録話                  | 規格品番     | 規格品番     |
| 巻 | 発売日         | 収録話                  | BD           | DVD          |
| -- | -------------- | ----------------------- | ------------ | ------------ |
| 1  | 2013年1月23日  | 第一幕 - 第二幕         | ANZX-6951/52 | ANZB-6951/52 |
| 2  | 2013年2月27日  | 第三幕 - 第四幕         | ANZA-6953/54 | ANZB-6953/54 |
| 3  | 2013年3月27日  | 第五幕 - 第六幕         | ANZX-6955/56 | ANZB-6955/56 |
| 4  | 2013年4月24日  | 第七幕 - 第八幕         | ANZX-6957/58 | ANZB-6957/58 |
| 5  | 2013年5月22日  | 第九幕 - 第十幕         | ANZX-6959/60 | ANZB-6959/60 |
| 6  | 2013年6月26日  | 第十一幕 - 第十二幕     | ANZX-6961/62 | ANZB-6961/62 |
| 7  | 2013年7月24日  | 第十三幕 - 第十四幕     | ANZX-6963/64 | ANZB-6963/64 |
| 8  | 2013年8月21日  | 第十五幕 - 第十六幕     | ANZX-6965/66 | ANZB-6965/66 |
| 9  | 2013年9月25日  | 第十七幕 - 第十八幕     | ANZX-6967/68 | ANZB-6967/68 |
| 10 | 2013年10月23日 | 第十九幕 - 第二十幕     | ANZX-6969/70 | ANZB-6969/70 |
| 11 | 2013年11月27日 | 第二十一幕 - 第二十二幕 | ANZX-6971/72 | ANZB-6971/72 |
| 12 | 2013年12月25日 | 第二十三幕 - 第二十四幕 | ANZX-6973/74 | ANZB-6973/74 |